# Yllenus desertus
Yllenus desertus là một loài nhện trong họ Salticidae.
Loài này thuộc chi Yllenus. Yllenus desertus được Wanda Wesołowska miêu tả năm 1991.